# Državna cesta D120
D120 je državna cesta u Hrvatskoj. 
Nalazi se na otoku Mljetu i jedna je od dvije državne ceste na otoku. Prolazi kroz naselja Pomena, Goveđari, Polače, Babino Polje, Sobra, Prožura, Korita i Saplunara.
Ukupna duljina ceste je 42,9 km.